# Holland op zijn smalst

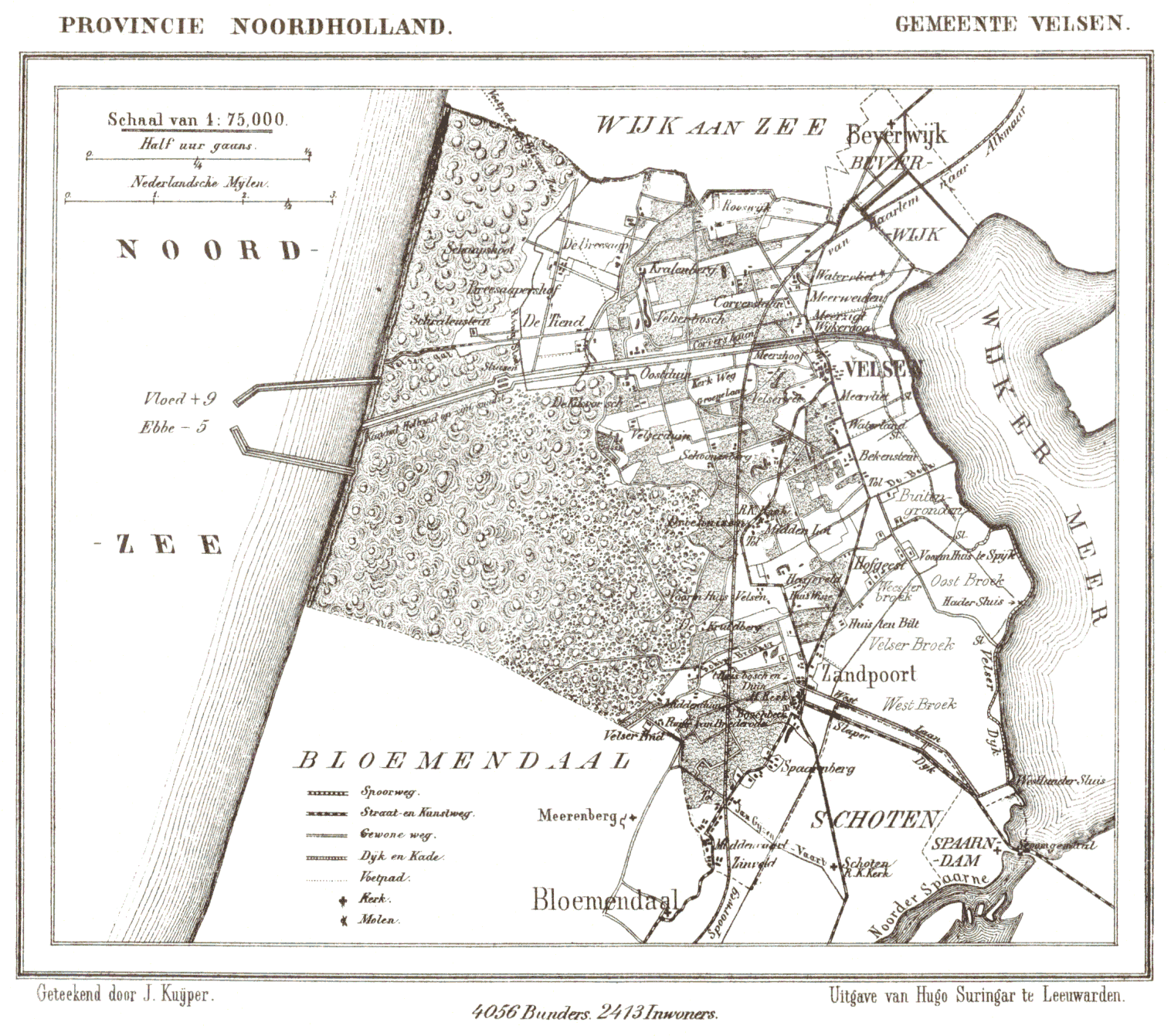
L'Holland op zijn smalst e il Canale del Mare del Nord.

L'Holland op zijn smalst (tradotto in italiano: L'Olanda si restringe) è una regione storica dei Paesi Bassi ed è la parte più stretta dell'Olanda Settentrionale, tra il Mare del Nord e l'IJ. È attraversata dal Canale del Mare del Nord.

## Storia
Essa era formata da una striscia di terra che univa Noorderkwartier, un'antica regione dell'Olanda a nord dell'IJ, al resto dell'Olanda Settentrionale. Con la costruzione del Canale del Mare del Nord e l'arrivo della Hoogovens, oggi parte della Tata Steel Europe ovvero una multinazionale per la produzione dell'acciaio, l'Holland op zijn smalst sparì, così come Breesaap.

## Curiosità
L'espressione Holland op zijn smalst può essere utilizzata in olandese per indicare le più basse caratteristiche dell'Olandese medio, quali grettezza, meschinità e parsimonia esasperante, che talvolta sfocia in una vera e propria tirchieria. Le origini di questa espressione sono incerte, ma probabilmente vanno fatte risalire al pamphlet scritto da Victor de Stuers nel 1873. Victor de Stuers oltre ad essere uno storico dell'arte era un politico olandese che in quest'opera denunciava lo stato di abbandono in cui vessavano molti monumenti e opere d'arte nei Paesi Bassi.
Vista l'importanza che questo luogo rivestiva nella tradizione dei Paesi Bassi è presente una targhetta commemorativa in una pista ciclabile passante nelle vicinanze.